# Juan Díaz Sánchez
Juan Díaz Sánchez, conegut com a Juanito, (Libania, La Gomera, 6 d'octubre de 1948 - Santa Cruz de Tenerife, 3 d'abril de 2013) fou un futbolista canari de la dècada de 1970.

## Trajectòria
Anomenat el Vieja, amb 17 anys ja jugava al primer equip del CD Tenerife. Amb 23 anys, l'any 1972, fou traspassat al FC Barcelona, club on jugà fins al 1975. Guanyà una lliga la temporada 1973-74, al costat d'homes com Johan Cruyff, Carles Rexach o Hugo Sotil. L'any 1975 abandonà el club per fitxar per l'Hèrcules CF formant part del traspàs de José Joaquín Albaladejo al Barça. En el mercat d'hivern de la temporada 1975-76 fitxà per la UD Salamanca, club on jugà durant cinc temporades. Retornà a les Canàries el 1981 al CD Tenerife i es retirà el 1983 al CD Mensajero.

## Palmarès
FC Barcelona
- Lliga d'Espanya:
  - 1973-74